# Desa Pringsurat (administrativ by i Indonesien, lat -7,07, long 109,60)
Desa Pringsurat är en administrativ by i Indonesien.   Den ligger i provinsen Jawa Tengah, i den västra delen av landet, 300 km öster om huvudstaden Jakarta.